# Allium cristophii
Allium cristophii — вид трав'янистих рослин родини амарилісові (Amaryllidaceae), поширений у Західній Азії.

## Опис
Цибулина діаметром 2–3 см. Стебло 10–60 см, товщиною 5–12 мм, ребристе. Листків 2–7, 10–40 мм завширшки, з довгими волосками внизу і особливо на краю, дуже рідко майже голі. Зонтик напівсферичний до кулястого, багатоквітковий, розлогий. Оцвітина зірчаста; сегменти пурпурно-фіолетові, лінійно-трикутні, 10–15 мм, вузькі, загострені, прямостійні, жорсткі. Коробочка широко зворотно-яйцеподібна, шириною 5–9 мм.

## Поширення
Поширення: пн. Іран, Туреччина, пд. Туркменістан; також культивується.

## Використання
У Туркменістані його використовують, щоб виганяти мишей та тарганів. У Європі його висаджують в садах як декоративну рослину.